# Stilobezzia truncata
Stilobezzia truncata är en tvåvingeart som beskrevs av Tokunaga 1959. Stilobezzia truncata ingår i släktet Stilobezzia och familjen svidknott. Inga underarter finns listade i Catalogue of Life.